# Sockel 563
Der Sockel 563 ist ein Mikro-PGA-Sockel, der nur für stromsparende AMD Athlon XP-M-Prozessoren (16, 25, aber auch 35 W TDP) konzipiert wurde.
Der Sockel ist häufig in Laptops anzutreffen und hat im Gegensatz zum Sockel A einen Pin für die Stromsparfunktion. Es gibt aber auch Mainboards für Desktop-Computer mit dem Sockel 563. Mechanisch sind die Athlon XP-Ms vom Sockel 563 zu denen vom Sockel A inkompatibel.